# Revue des études islamiques
Die Revue des études islamiques war eine 1927 von Louis Massignon, Professor am Collège de France, sowie dem Verleger Paul Geuthner begründete islamwissenschaftliche Zeitschrift. Sie wurde als Nachfolger zur Revue du monde musulman begründet und erschien vierteljährlich. Ihre Veröffentlichung wurde 1998 eingestellt.